# 168 f.Kr.

## Händelser

### Efter plats

#### Grekland
- Kung Gentios av Illyrien blir besegrad vid Shkodra av en romersk styrka under Lucius Anicius Gallus och förs sedan till Rom som fånge för att interneras i Iguvium. Denna förlust rycker bort Illyrien som en av Makedoniens viktiga allierade och försvagar Perseus av Makedonien i hans kamp mot Rom.
- Den romerske generalen Lucius Aemilius Paullus väljs till konsul och anländer till Thessalien för att leda den romerska armén, som har blivit fångad av Perseus trupper.
- 22 juni – En romersk här på 29 000 man, ledd av Lucius Aemilius Paullus, besegrar en makedonsk armé på 44 000 man ledd av kung Perseus i slaget vid Pydna (i södra Makedonien). De romerska förlusterna uppgår till omkring 1 000 man, medan makedonierna förlorar uppåt 25 000 soldater – slaget blir en avgörande romersk seger, som gör slut på det tredje makedoniska kriget. Perseus blir krigsfånge och får tillbringa resten av sitt liv i fångenskap i Alba Fucens nära Rom.
- Det makedoniska kungariket delas av romarna upp i fyra mindre stater och alla grekiska städer, som har erbjudit Makedonien hjälp, om så bara muntligt, blir straffade. Romarna tar hundratals fångar från Makedoniens mäktigaste familjer, inklusive historikern Polybios.

#### Egypten
- Egyptens härskare Ptolemaios VI, Ptolemaios VIII Euergetes och deras syster Kleopatra II skickar en förnyad bön om hjälp till Rom.

#### Seleukiderriket
- Seleukiderkungen Antiochos IV:s flotta vinner en seger utanför Cypern, vars guvernör sedan överlämnar ön till honom.
- Antiochos IV invaderar sedan Egypten igen och ockuperar nedre Egypten, varpå hans styrkor slår läger utanför Alexandria. Den romerske ambassadören i Alexandria Gaius Popillius Laenas ingriper dock. Han lämnar Antiochos IV ett ultimatum att han skall lämna Egypten och Cypern omedelbart. Antiochos, som blir överraskad, ber om tid att tänka över det hela. Popillius ritar dock en cirkel på marken (alltså "en linje i sanden") runt kungen med sin gångstav och kräver ett villkorslöst svar innan Antiochos lämnar cirkeln. Då han fruktar konsekvenserna av ett krig med Rom går kungen med på ambassadörens krav. I gengäld går romarna med på att Antiochos IV får behålla södra Syrien, som Egypten hävdar överhöghet över, vilket gör att Antiochos IV kan bevara sitt rikes territoriella integritet.
- Antiochos IV betraktar Jasons störtande av Menelaios från översteprästposten i Jerusalem som en skymf mot majestätet. Då han tvingas dra sig tillbaka från Egypten marscherar Antiochos IV åter mot Jerusalem, massakrerar invånarna och plundrar templet. Staden förlorar sina privilegier och får en permanent garnison av syriska soldater.

## Avlidna
- Caecilius Statius, romersk komedipoet, beundrare och imitatör av den grekiske pjäsförfattaren Menandros (född cirka 219 f.Kr.).
- Jia Yi, kinesisk statsman och poet (född 200 f.Kr.).